# Петрогліф

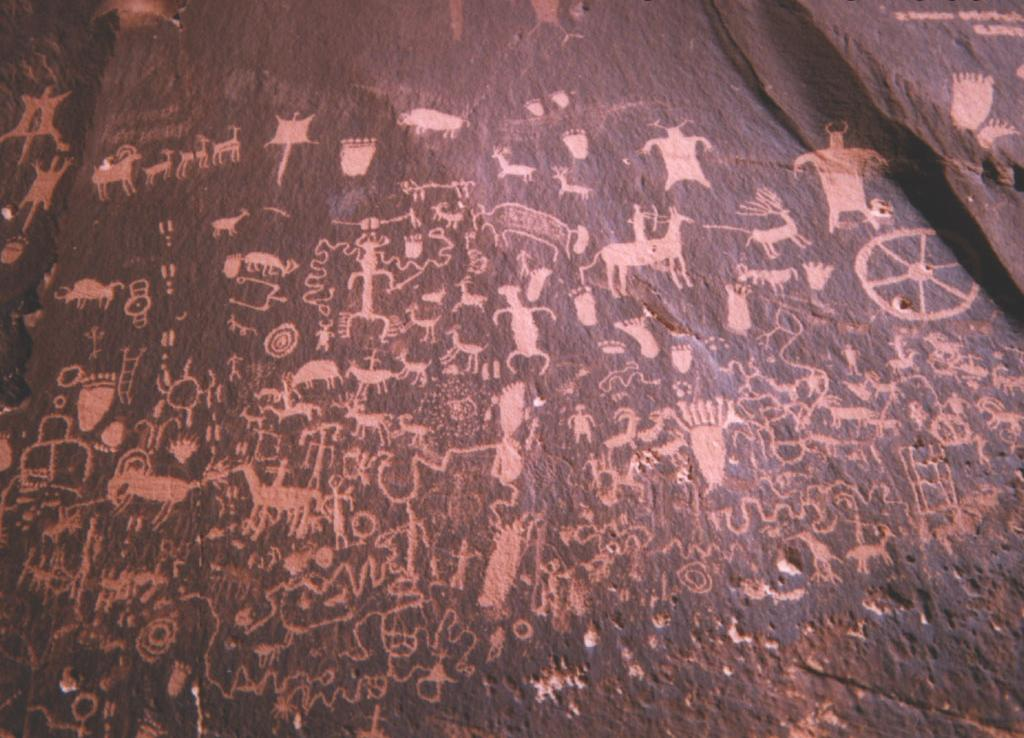
«Газетний камінь», штат Юта, США

Петро́гліфи (наскельні зображення) — висічені зображення на кам'яній основі (грец. πέτρος — камінь і грец. γλυφή — різьблення), що є важливим історичним джерелом.
Однозначного визначення петрогліфів не існує. Під визначення цього терміна підпадають як первісні печерні наскельні тесані малюнки, так і пізніші, наприклад, на спеціально встановлених каменях, мегалітах чи «диких» скелях. Традиційно так називають всі зображення на камені з найдавніших часів (палеоліту) аж до середньовіччя, за винятком тих, в яких, імовірно, наявна добре розроблена система знаків.
Петрогліфи, вік яких оцінюється у 20 000 років, класифікуються як пам'ятки, що охороняються, і вносяться до попереднього списку об'єктів Всесвітньої спадщини ЮНЕСКО. Петрогліфи зустрічаються по всьому світу і часто асоціюються з доісторичними народами.
Вагомий внесок у вивчення петрогліфів Казахстану та Середньої Азії зробив П. І. Мариковський.

## Зображення

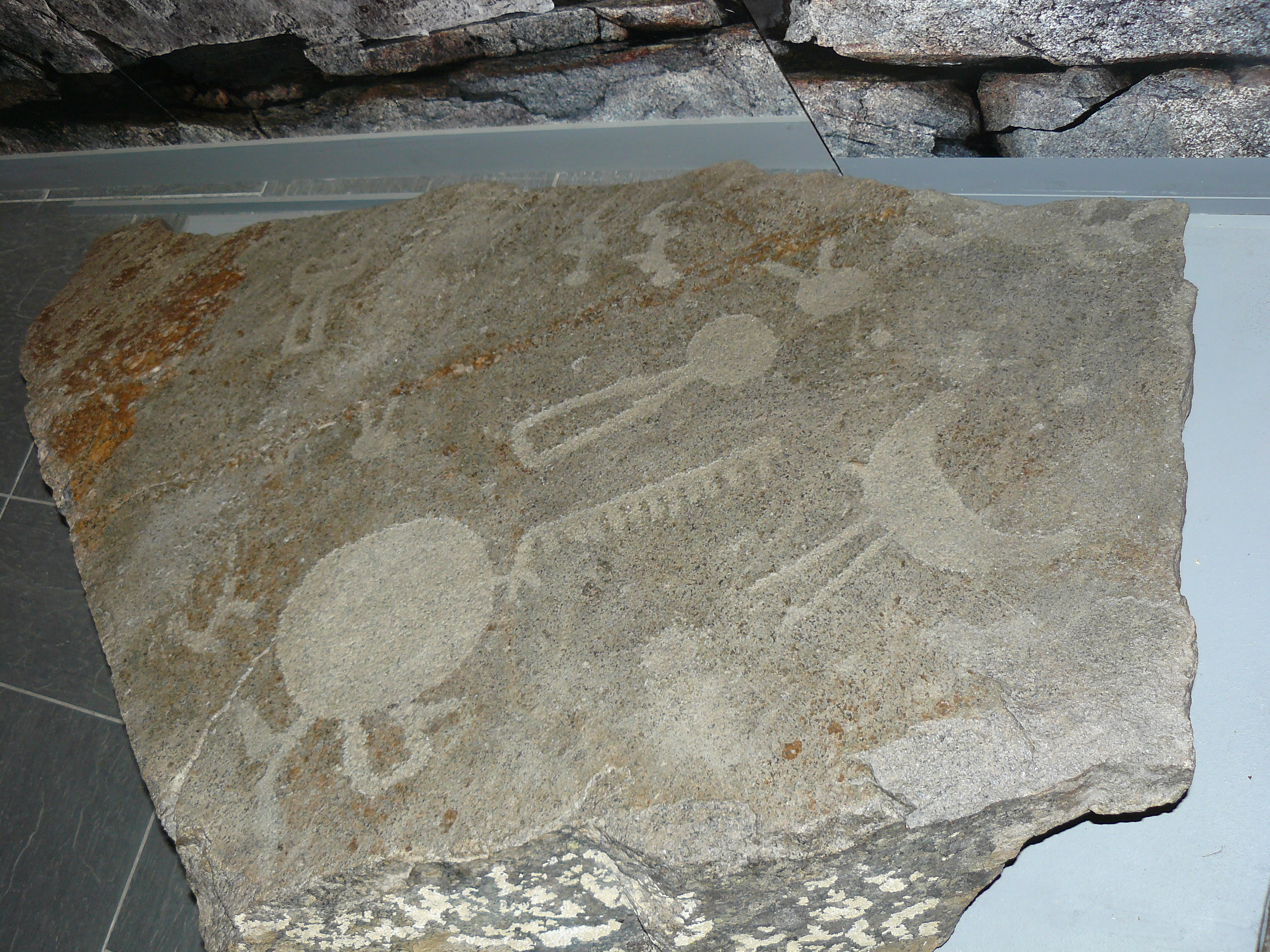
Петрогліфи в експозиції Національного музею Карелії

Наскельні малюнки можуть мати різну тематику — ритуальну, меморіальну, знакову з усіма можливими варіаціями.
Петрогліфи відомі практично скрізь, де є каміння й жили люди. Серед типових зображень — тварини, житло, човни з веслярами, сцени полювання, а також календарні системи. Петрогліфи здебільшого мали магічний характер для представників культур, які їх створювали.

## Петрогліфи Кам'яної могили
В Україні найдавнішими вважаються петрогліфи Кам'яної могили, що на Запоріжжі.

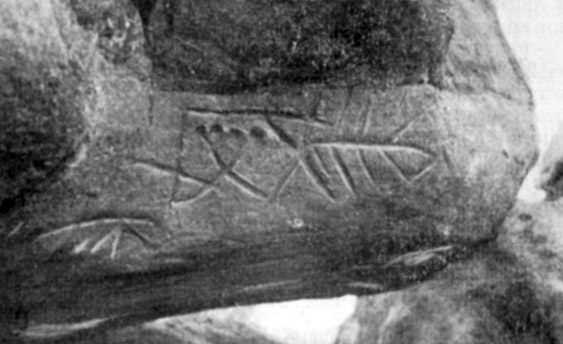
Панель №1
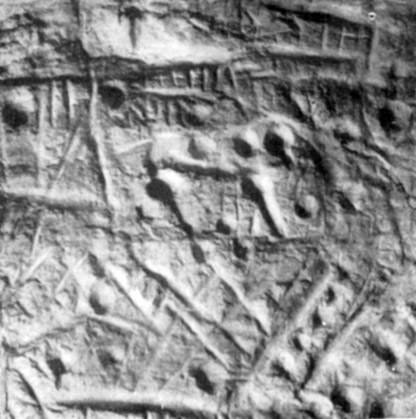
Грот №9, панель № 3 (фрагмент)
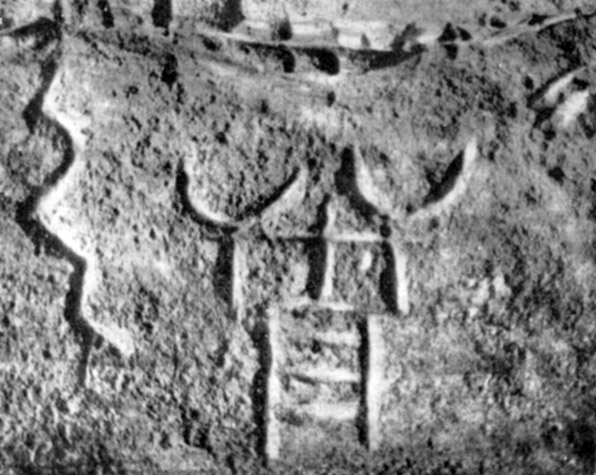
Панель №37/4, фрагмент з упряжкою биків (?)
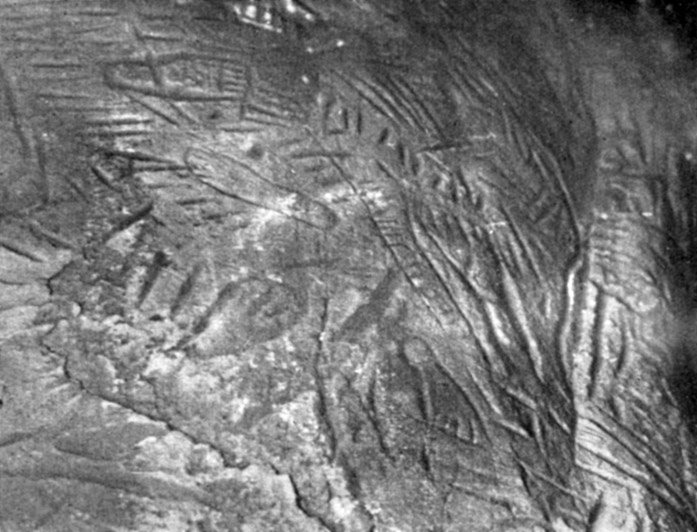
Панель №34а, «Плита слідів»
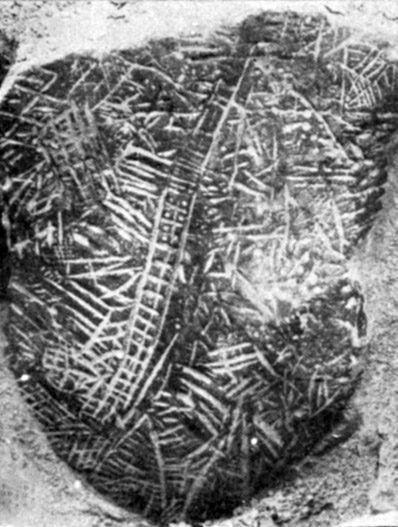
«Повзучий камінь»
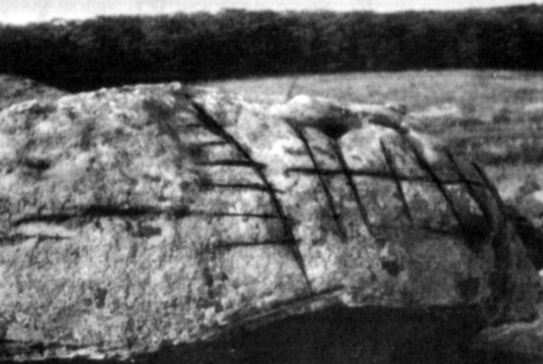
Одне з небагатьох зовнішніх зображень
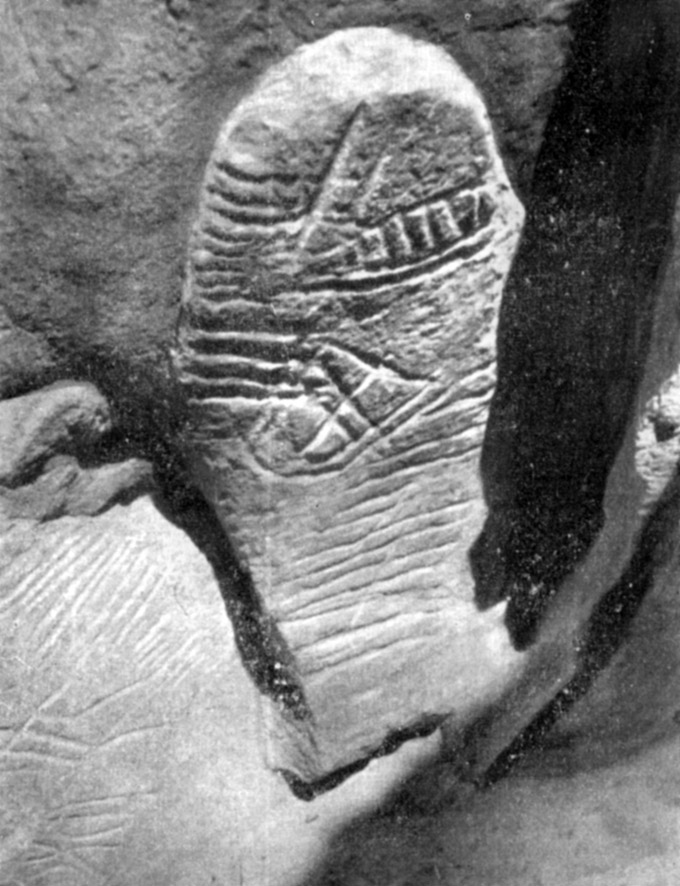
Плита №7, стелоподібне зображення